# Winton (Nowa Zelandia)
Winton – miasto w Nowej Zelandii. Położone w południowej części Wyspy Południowej, w regionie Southland, 2 052 mieszkańców. (dane szacunkowe - styczeń 2010).